# عقور
عقور، قرية فلسطينية مهجرة، تبعد مسافة 20 كم تقريبًا إلى الجنوب الغربي من مدينة القدس، ومسافة نصف كيلومتر شمال خط سكة حديد وطريق القدس– يافا. كما تربطها طرق ممهدة بقرى خربة اللوز، دير عمرو، بيت أم الميس، كسلا، دار (دير) الشيخ، صرعة ورأس أبو عمار.
كان في عقور عام 1922 نحو 25 نسمة، ازداد عددهم عام 1945 فبات 40 نسمة. خلال حرب 1948 استولت العصابات الصهيونية على قرية عقور، وهدموا بيوتها بعد أن شتتوا سكانها العرب.

## موقع القرية
نشأت قرية عقور فوق المنحدرات الشرقية الدنيا لجبل الشيخ أحمد سليمان (628م)، أحد جبال القدس. وترتفع نحو 475م عن مستوى سطح البحر. وتنحدر أراضيها تدرجًا نحو الجنوب الشرقي، وبشدة نحو الجنوب والغرب، حيث تشرف القرية وأراضيها على وادي إسماعيل (رافد لوادي الصرار) الذي يجري إلى الجنوب منها متجهًا نحو الغرب باسم وادي الصرار، ويمر قربها خط سكك حديد يافا-القدس.

## التاريخ
لم تُذكر قرية عقور في سجلات القرن السادس عشر ومن المرجح أنها استُوطنت أول مرة في فترة لاحقة.
كانت عقور في عام 1838 في العهد العثماني أحد القرى المسلمة في منطقة العرقوب جنوب غرب القدس. ذكرت القرية على خريطة كيبرت لفلسطين في عام 1856.
زار فيكتور غيرن القرية في عام 1863 ووجد أن عدد سكانها يبلغ 200 نسمة. لاحظ أيضًا أن العديد من المنازل فيها حجارة كنيسة قديمة مدمرة بالكامل، يعرف موقعها بين أهل القرية باسم الكنيسة. وكان بئرها القديم رغم ردائة بنائه يكفي لتلبية احتياجات المنطقة الصغيرة.
ذكرت قائمة القرى العثمانية لحوالي عام 1870 أن في عقور 38 منزل وعدد سكانها يبلغ 140 نسمة (اقتصر التعداد على الرجال).
وصفها مسح جغرافيا فلسطين في عام 1883 فقال قرية صغيرة على حافة التلال محاطة بأرض وعرة جدًا، يوجد نبع جيد شمال شرق القرية على بعد حوالي ميل واحد منها. قُدر عدد سكان عقور بحوالي 132 شخصًا في عام 1896.

### الانتداب البريطاني
بلغ عدد سكان عقور 25 نسمة في تعداد فلسطين لعام 1922 الذي قامت به سلطات الانتداب البريطاني وكانوا كلهم مسلمين، في تعداد عام 1931 جمع عدد سكانها مع سكان رأس أبو عمار وعين هوبين وبلغ المجموع 488 مسلم يقطنون في 106 منازل.
ذكر عالم أنثروبولوجيا بريطاني في عام 1932 أن هناك مجموعة من أشجار السدر شمال شرق القرية يُعتقد أنها مسكونة بالجن.
بلغ عدد سكانها 40 نسمة في تعداد عام 1945، وكانت مساحتها الإجمالية 5522 دونم، منها 174 دونم مستخدم في الزراعة و653 دونم في زراعة الحبوب، و5 دونمات مباني أهل القرية. كان في عقور مقام لأحمد سليمان.

### حرب 1948
احتلت القرية في 13-14 تموز\ يوليو 1948، حسب ما كتبه المؤرخ الإسرائيلي بني موريس، في إطار المرحلة الثانية من «عملية داني». كما يفيد مصدر إسرائيلي آخر، وهو «تاريخ الهاغاناه» أنّ القرية احتلت قبل شهرين من ذلك أيّ بتاريخ 13 أيار\ مايو، في سياق تنفيذ خطة دالت. وغالبًا المعلومات الأخيرة غير صحيحة، إذ أنّ القرية ذكرت مع بضع قرى أخرى تمتد على مسافة 35 كلم شمالًا، وصولًا إلى مدينة أسدود. بالإضافة لذلك، صحيفة «نيويورك تايمز» نشرت بلاغًا رسميًا مصريًا ورد فيه أنّ القوات المصرية دخلت عقور بتاريخ 10 حزيران\ يونيو،[بحاجة لمصدر] أي قبل الهدنة الأولى مباشرة، من دون أن يرد في البلاغ أي ذكر لقوات إسرائيلية احتلت القرية.

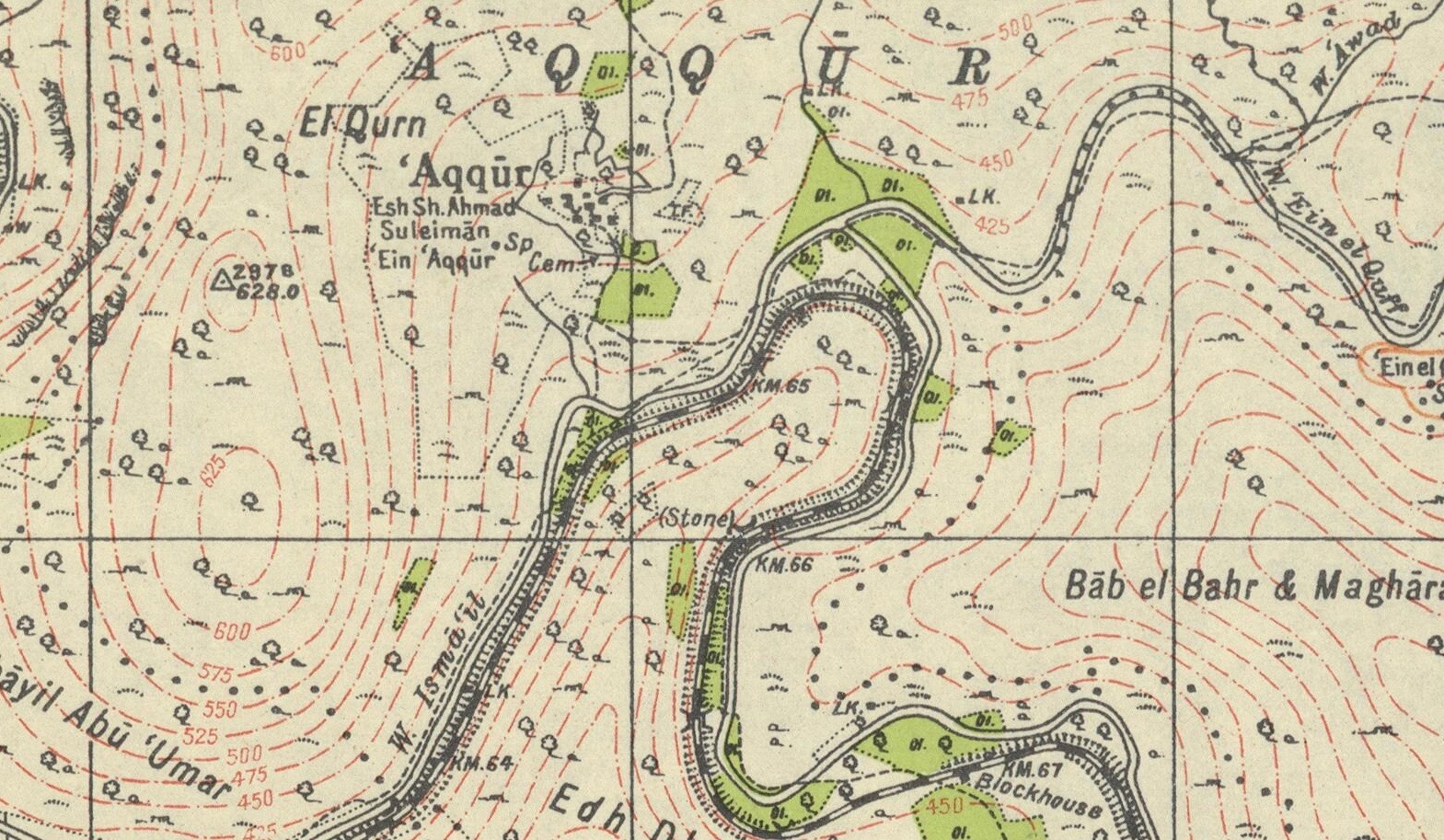
خريطة الانتداب البريطاني للقرية بمقياس 1:20,000
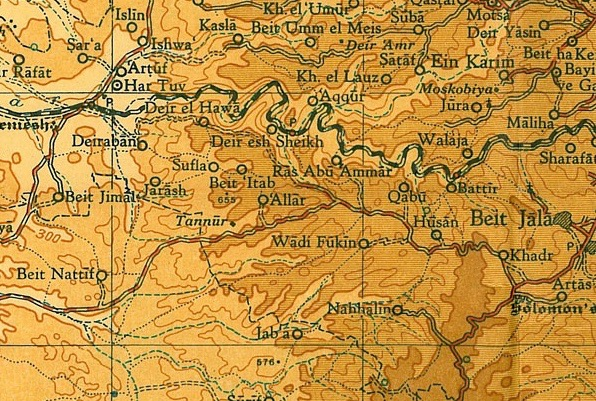
خريطة القرية عام 1945 بمقياس رسم 1:20,000
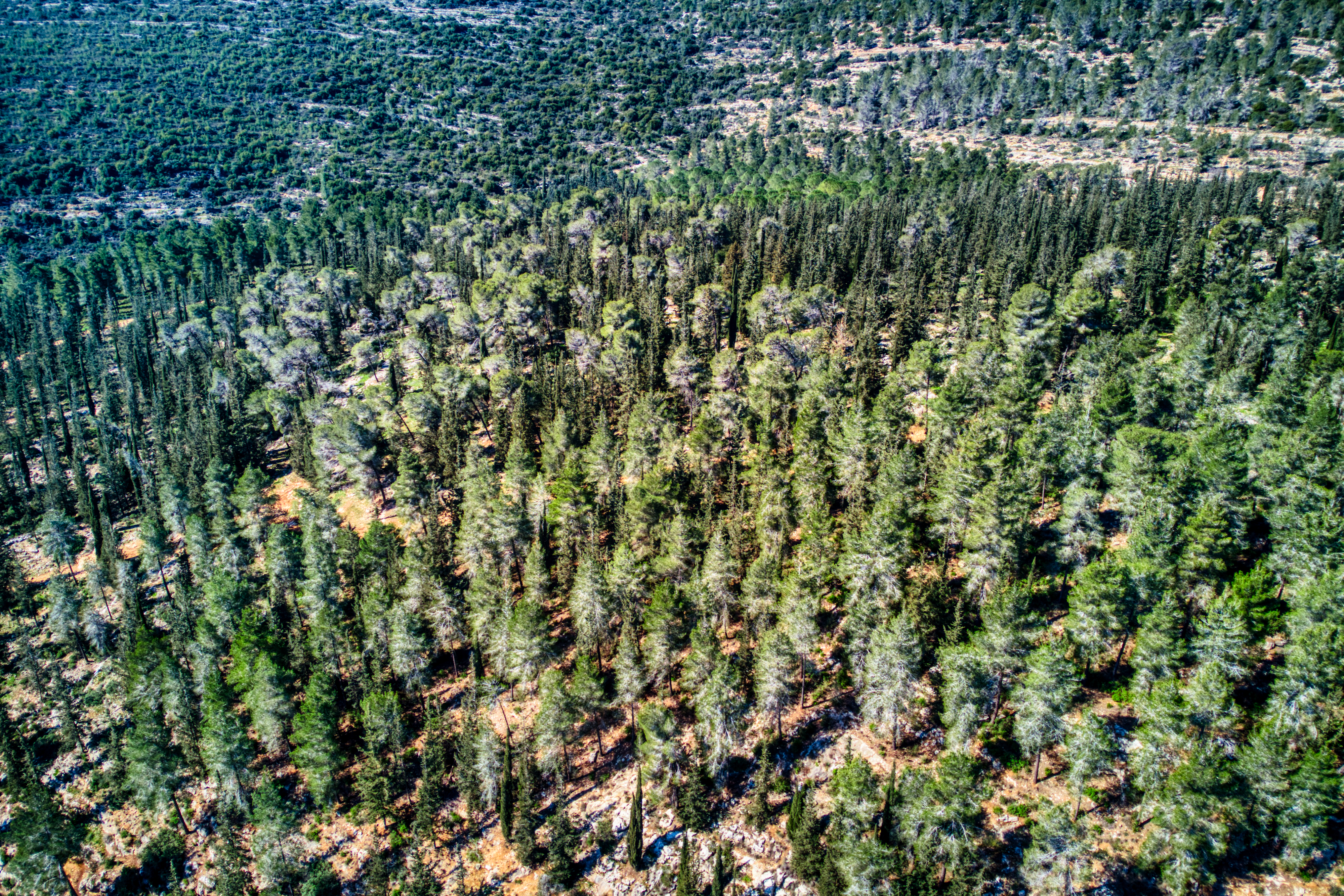
غابات عقور في 2023

### القرية اليوم
غرست في الموقع غابة كثيفة من التنوب والسرو، ويتخلل أشجارها ركام الحجارة وأنقاض المصاطب وحيطان مهدمة فيها أبواب مقوسة. كما تنبت في أنحاء الموقع أشجار التين واللوز والزيتون، فضلًا عن نبات الصبّار والأعشاب البرية والأشواك. كما غرس الصندوق القومي اليهودي هذه الغابة تخليدًا لذكرى تسفائي دوبروسكي، روز ماركوس وفامي ميليمان من لوس أنجليس وسام وروز شنايدر من ديترويت.
لا مستعمرات إسرائيلية على أراضي القرية.

## ثبت المراجع
- Barron, J. B.، المحرر (1923). Palestine: Report and General Abstracts of the Census of 1922. Government of Palestine.
- Conder، C.R.؛ Kitchener، H. H. (1883). The Survey of Western Palestine: Memoirs of the Topography, Orography, Hydrography, and Archaeology. London: صندوق استكشاف فلسطين. ج. 3.
- Department of Statistics (1945). Village Statistics, April, 1945. Government of Palestine. مؤرشف من الأصل في 2024-02-03.
- Guérin, V. (1869). Description Géographique Historique et Archéologique de la Palestine (بالفرنسية). Paris: L'Imprimerie Nationale. Vol. 1: Judee, pt. 2.
- Hadawi، S. (1970). Village Statistics of 1945: A Classification of Land and Area ownership in Palestine. Palestine Liberation Organization Research Center. مؤرشف من الأصل في 2024-04-28.
- Hartmann، M. (1883). "Die Ortschaftenliste des Liwa Jerusalem in dem türkischen Staatskalender für Syrien auf das Jahr 1288 der Flucht (1871)". Zeitschrift des Deutschen Palästina-Vereins. ج. 6: 102–149.
- Khalidi، W. (1992). All That Remains: The Palestinian Villages Occupied and Depopulated by Israel in 1948. واشنطن العاصمة: مؤسسة الدراسات الفلسطينية. ISBN:0-88728-224-5. مؤرشف من الأصل في 2023-03-20.
- Mills, E.، المحرر (1932). Census of Palestine 1931. Population of Villages, Towns and Administrative Areas. Jerusalem: Government of Palestine.
- Morris، B. (2004). The Birth of the Palestinian Refugee Problem Revisited. Cambridge University Press. ISBN:978-0-521-00967-6.
- Palmer، E. H. (1881). The Survey of Western Palestine: Arabic and English Name Lists Collected During the Survey by Lieutenants Conder and Kitchener, R. E. Transliterated and Explained by E.H. Palmer. صندوق استكشاف فلسطين.
- Robinson، E.؛ Smith، E. (1841). Biblical Researches in Palestine, Mount Sinai and Arabia Petraea: A Journal of Travels in the year 1838. Boston: Crocker & Brewster. ج. 3.
- Schick، C. (1896). "Zur Einwohnerzahl des Bezirks Jerusalem". Zeitschrift des Deutschen Palästina-Vereins. ج. 19: 120–127.
- Socin، A. (1879). "Alphabetisches Verzeichniss von Ortschaften des Paschalik Jerusalem". Zeitschrift des Deutschen Palästina-Vereins. ج. 2: 135–163.

## روابط خارجية
- Welcome To 'Aqqur
- 'Aqqur في ذاكرات
- مسح غرب فلسطين، الخريطة 17: IAA, Wikimedia commons
- 'Aqqur في مركز خليل السكاكيني الثقافي